# Åldertjärnarna (Hallens socken, Jämtland, 700237-139022)
Åldertjärnarna är en sjö i Åre kommun i Jämtland och ingår i Indalsälvens huvudavrinningsområde. Sjön har en area på 0,441 kvadratkilometer och ligger 751,5 meter över havet.

## Delavrinningsområde
Åldertjärnarna ingår i det delavrinningsområde (700329-138976) som SMHI kallar för Utloppet av Åldertjärnarna. Medelhöjden är 767 meter över havet och ytan är 1,97 kvadratkilometer. Det finns inga avrinningsområden uppströms utan avrinningsområdet är högsta punkten. Vattendraget som avvattnar avrinningsområdet har biflödesordning 3, vilket innebär att vattnet flödar genom totalt 3 vattendrag innan det når havet efter 328 kilometer. Avrinningsområdet består mestadels av skog (62 procent) och öppen mark (11 procent). Avrinningsområdet har 0,54 kvadratkilometer vattenytor vilket ger det en sjöprocent på 27,2 procent.